# Hipogeu Conill i Surís
L'Hipogeu Conill i Surís és un sepulcre del municipi de Lloret de Mar (Selva) que forma part de l'Inventari del Patrimoni Arquitectònic de Catalunya. Aquest hipogeu està situat a l'Avinguda de Sant Josep del cementiri de Lloret de Mar i està construït amb pedra de Montjuïc (Barcelona).

## Descripció
Es tracta d'un hipogeu de base rectangular amb les pedres modelades de manera orgànica, amb convexitats i concavitats heterogènies. Consta d'una decoració vegetal de la qual destaca una creu plena de floracions, remetent al tema de la vida eterna i l'arbre de la vida per sobre de la mort. Actualment la inscripció que hi ha a la llegenda és Planella i Bonet, però originalment hi havia la llegenda Conill i Surís (amb una tipografia que remet al panteó Esqueu i Vilallonga, també de B. Conill (vegeu fitxa).
Pel que fa al Cementiri de Lloret de Mar, és reconegut per oferir un dels conjunts d'escultura funerària modernista més importants del país. El cementiri s'articula al voltant l'avinguda Principal i la de Sant Josep (lateral esquerre). El conjunt de sepultures més interessants, la majoria de les quals estan realitzades amb pedra de Montjuïc (Barcelona) o de Girona, i amb marbre, en alguns casos de Carrara (Itàlia), són les sepultures ricament esculpides dels rics lloretencs: indianos que havien arribat de fer fortuna, metges, notaris i rendistes. Hi ha obres projectades pels arquitectes Bonaventura Conill i Montobbio (1876-1946), Vicenç Artigues i Albertí (1876-1963), Josep Puig i Cadafalch (1862-1957) i Antoni M. Gallissà (1861-1903); i esculpides, entres d'altres, per Ismael Smith i Marí (1886-1972).

## Història
Rosa Alcoy l'atribueix a Bonaventura Conill i Montobbio, familiar dels propietaris de l'hipogeu, i hauria estat construït als voltants de 1911. Era propietat de Rosa Surís, vídua de Conill.
Pel que fa al cementiri, les primeres referències d'un nou cementiri són de 1874, però oficialment es va començar a tractar la necessitat de construir un nou cementiri més allunyat de la vila l'any 1891. El terreny escollit fou el lloc anomenat Mas d'en Bot, al costat de l'Ermita de Sant Quirze i que pertanyia al Sr. Salvador Bianchi. Les obres van començar el 1896-1899 i van acabar el 1901. La capella es va acabar el 1903, i fou construïda per Joan Soliguer. Pel que fa als panteons i hipogeus de primera classe, aquests varen ser encomanats majoritàriament a arquitectes. Els projectes dels panteons i hipogeus del nou cementiri foren d'A M. Gallissà, J. Puig i Cadafalch, V. Artigas i Albertí, B. Conill i Montobbio i R. M. Ruidor.